# Curtiss-Wright X-19
Curtiss-Wright X-19 là một loại máy bay VTOL thử nghiệm của Hoa Kỳ đầu thập niên 1960.

## Tính năng kỹ chiến thuật (X-19)

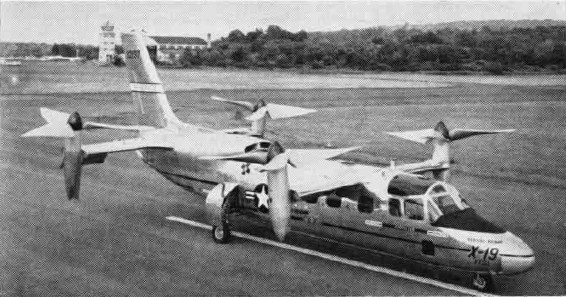
X-19 năm 1963.

Đặc điểm tổng quát
- Kíp lái: 2
- Tải trọng: 1.200 lb (544 kg)
- Chiều dài: 42,08 ft (12,83 m)
- Sải cánh: 19.5 ft (forward) / 21.5 ft (aft) (5,94 m / 6,55 m)
- Chiều cao: 17,17 ft (5,2 m)
- Trọng lượng rỗng: 9.775 lb (4.425 kg)
- Trọng lượng cất cánh tối đa: 13.660 lb (6.196 kg)
- Động cơ: 2 × Avco Lycoming T55-L-5 kiểu turboshaft, 2.200 shp (1.640 kW)  mỗi chiếc

 Hiệu suất bay 
- Vận tốc cực đại: 454 mph (730 km/h)
- Tầm bay: 325 dặm (523 km)